# Raimo Kanerva
Raimo Antti Olavi Kanerva, född 22 augusti 1941 i Åbo, död 17 september 1999 i Tammerfors, var en finländsk grafiker. 
Kanerva studerade vid Åbo konstförenings ritskola 1958–1961 och besökte Aukusti Tuhkas privatskola 1961. Han kompletterade sina studier 1963 i Paris, och debuterade samma år i hemlandet. I början av 1960-talet prövade han på måleriet vid sidan av sina grafikstudier. Hans tidigaste etsningar och litografier var svartvita och abstrakta kompositioner. Omkring 1966 övergick han till färglitografier i förening med metallgrafik och utnyttjande av fotografiska förlagor, som var vanligt bland tidens anhängare av popkonsten. Hans figurativa färglitografier med bland annat våldsmotiv i slutet av 1960-talet hade ofta ett stort format och väckte uppseende. Han fortsatte på 1970- och 1980-talen med sina realistiska, stundom nästan surrealistiska figurkompositioner och utvecklade en betydande produktion i en ytterst personlig stil, som gjorde honom populär och gav hans arbeten en stor spridning och en lång rad utmärkelser och pris även i internationella sammanhang. Han verkade som lärare i Lahtis konstskolor på 1970- och 1980-talen. Åren 1972–1973 var han länskonstnär i Tavastehus län. 